# チョンケー駅
チョンケー駅（チョンケーえき、タイ語:สถานีรถไฟช่องแค）は、タイ王国北部ナコーンサワン県タークリー郡にある、タイ国有鉄道北本線の駅である。

## 概要
チョンケー駅はタイ王国北部ナコーンサワン県の人口約15万人が暮らすタークリー郡にある。クルンテープ駅より180.20km地点に位置し、快速列車利用で3時間30分程度である。町の中心部にあり、駅の正面側（東側）が、市街地である。
当駅は二等駅であり1日に16本（8往復）の列車が発着しその内訳は快速3往復、普通5往復である。当駅を含むロッブリー駅より終点チェンマイ駅までは、単線区間である。

## 歴史
1897年3月26日にタイ官営鉄道最初の区間が、クルンテープ駅 - アユタヤ駅間に開業した。1900年12月21日に当初計画のナコンラチャシーマ駅まで完成した。この頃北本線をチエンマイまで整備する事なり、少しずつ延伸開業の後1905年10月31日にパークナムポー駅まで完成し、これに伴い当駅も開業した。当駅開業の約16年後の1922年1月1日に、チエンマイ駅までの全通完成を見た。
- 1897年3月26日 【開業】クルンテープ駅 - アユタヤ駅 (71.08km)
- 1897年5月1日  【開業】アユタヤ駅 - バーンパーチー駅 (18.87km)
- 1901年4月1日  【開業】バーンパーチー駅 - ロッブリー駅 (42.86km)
- 1905年10月31日【開業】ロッブリー駅 - パークナムポー駅 (117.75km)

## 駅構造
単式及び島式1面の複合型ホーム2面2線をもつ地上駅であり、駅舎はホームに面している。